# Armeniens Billie Jean King Cup-lag
 Armeniens Billie Jean King Cup-lag representerar Armenien i tennisturneringen Billie Jean King Cup, och kontrolleras av Armeniens tennisförbund. 

## Historik
Armenien deltog första gången 1997. Bästa resultat är då man nådde femteplatser i sin Grupp II-pool år 2000 och 2001.